# Sistema estadounidense de manufactura
El sistema estadounidense de manufactura es la denominación que se le da al método de producir muchas piezas idénticas y su respectivo ensamblaje en productos terminados.
A menudo se le atribuye a Eli Whitney la creación de este procedimiento, pero las ideas ya habían aparecido antes en Europa y empezaron a practicarse en las fábricas de armamento de los Estados Unidos. Mientras Marc Brunel trabajaba para el Almirantazgo Británico (1802–1808), ideó una técnica para producir bloques de roldanas de madera mediante operaciones mecanizadas consecutivas, bajo la cual 10 hombres podían fabricar 160,000 bloques de roldanas por año, en lugar de las 110 personas que se necesitaban anteriormente para obtener los mismos resultados.
No fue hasta 1851, durante la Gran Exposición de Londres realizada por los ingenieros británicos, que se pudieron exhibir en Europa las máquinas usadas en Estados Unidos para producir piezas intercambiables, comenzando así, con la aplicación del sistema en ese continente. En un plazo de 25 años, el sistema estadounidense de manufactura fue usado ampliamente en la elaboración de una multitud del producto industrial